# Barbitistes constrictus
Barbitistes constrictus är en insektsart som beskrevs av Brunner von Wattenwyl 1878. Barbitistes constrictus ingår i släktet Barbitistes och familjen vårtbitare. Inga underarter finns listade i Catalogue of Life.

## Bildgalleri

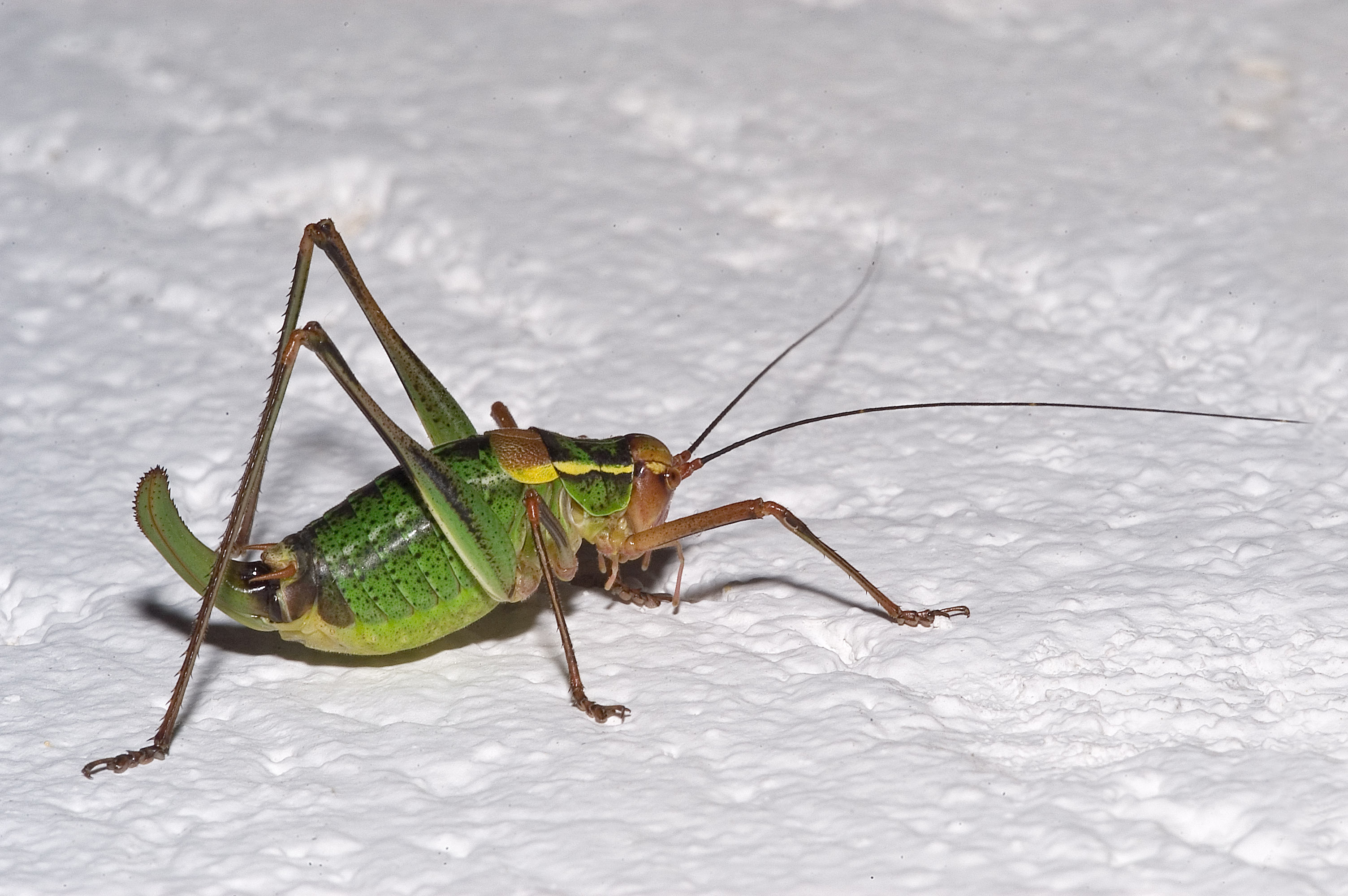
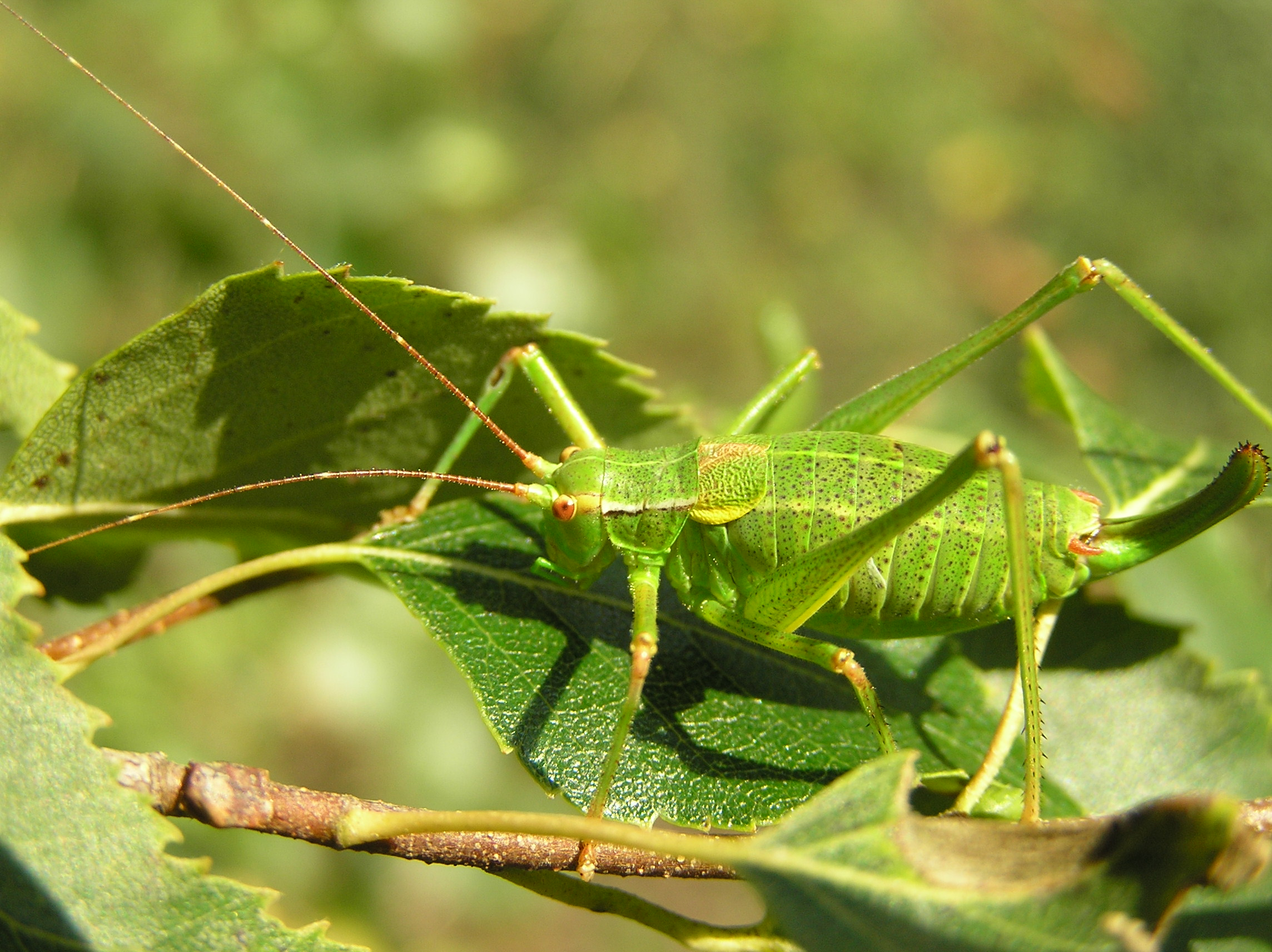
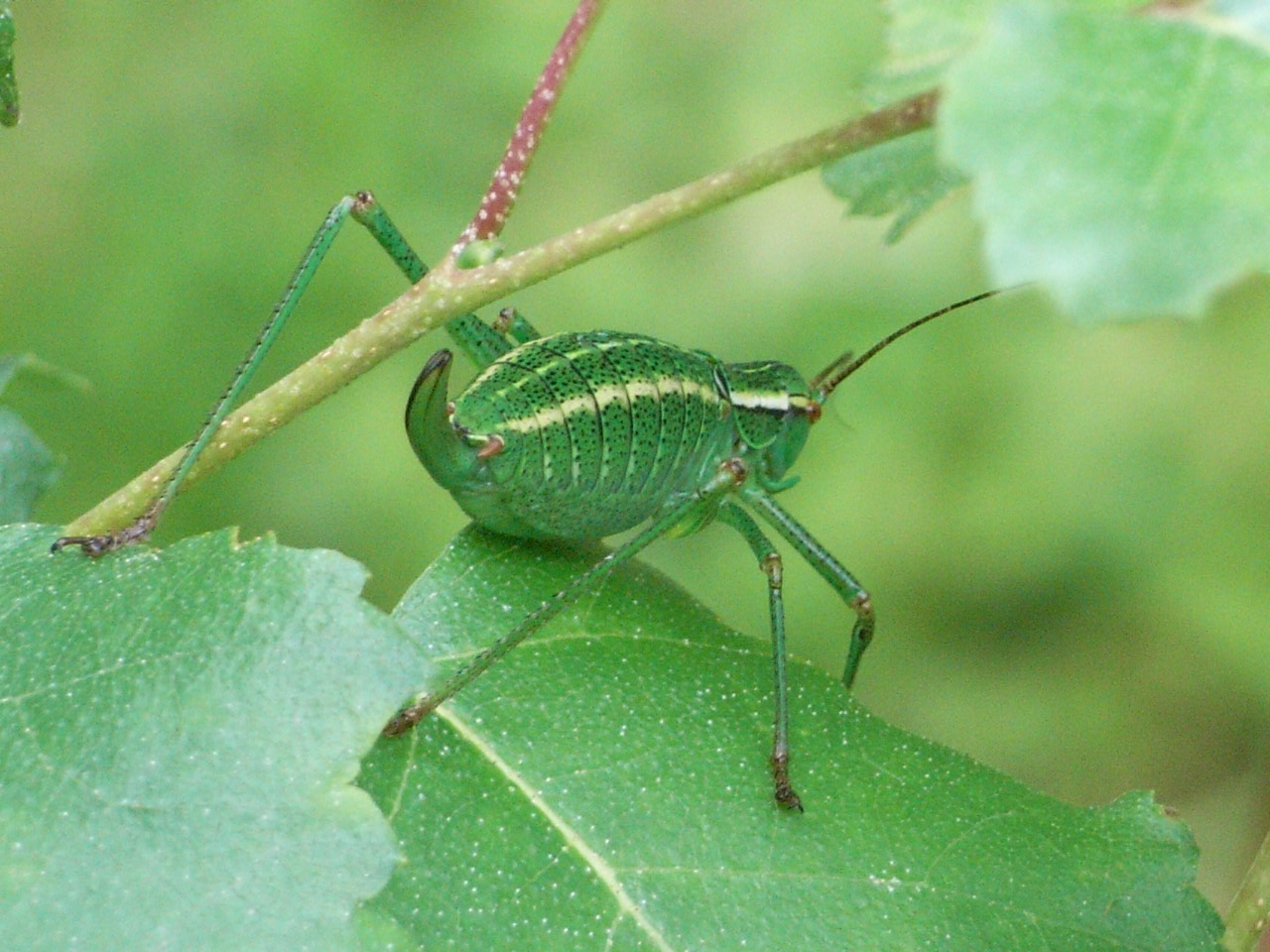
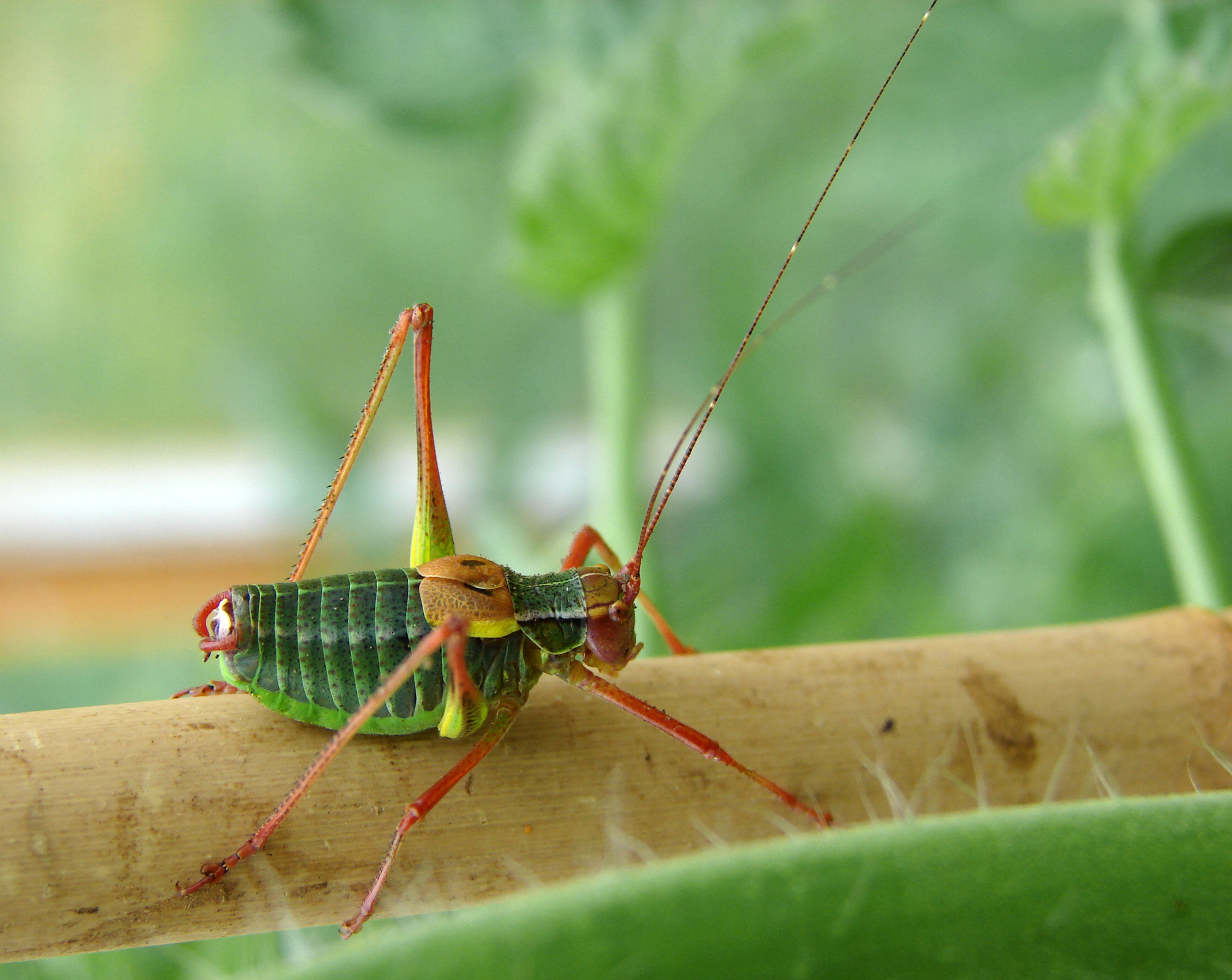
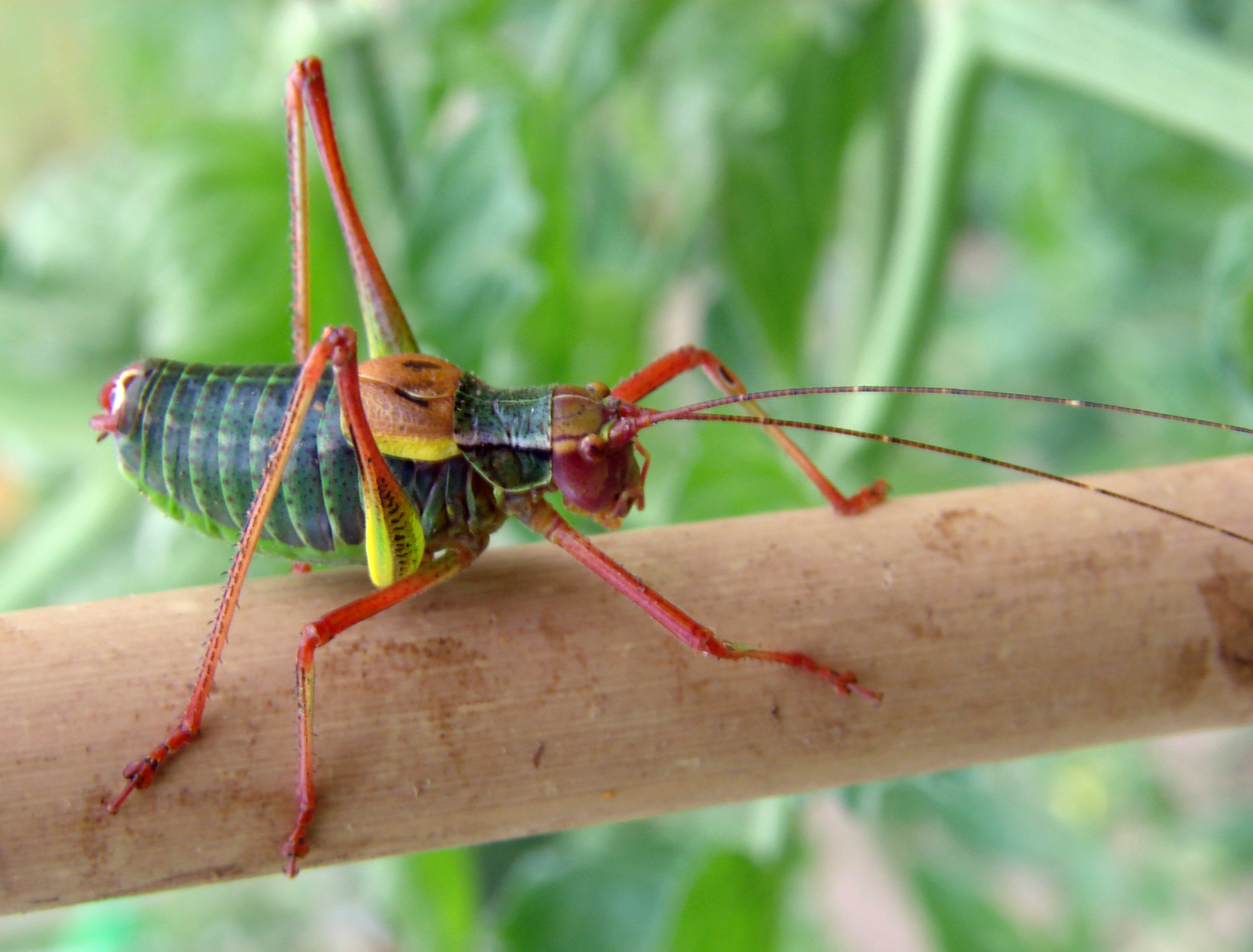
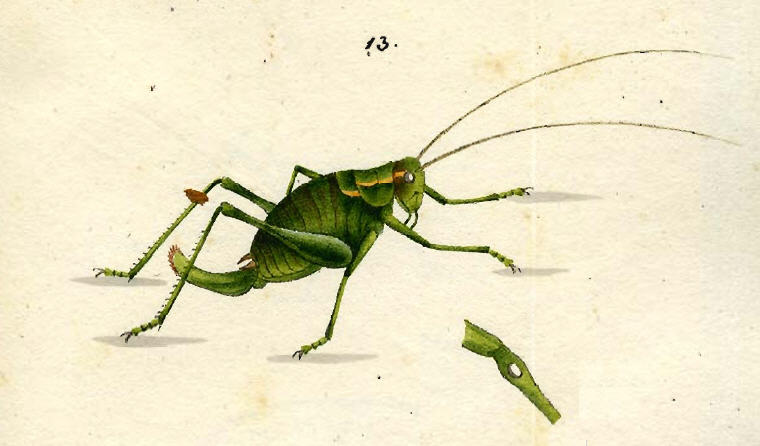